# 豊中市立寺内小学校
豊中市立寺内小学校（とよなかしりつ てらうちしょうがっこう）は、大阪府豊中市寺内二丁目にある公立小学校。
1976年（昭和51年）に開校した。服部緑地の東側を校区としている。

## 沿革
- 1976年（昭和51年）4月 - 豊中市立寺内小学校として開校。児童66名､教職員数11名にて授業開始。
- 1976年（昭和51年）7月1日 - 校章を制定。この日を創立記念日とする。
- 1979年（昭和54年）3月 - 校歌を制定。
- 1985年（昭和60年）4月 - 同和教育研究校に指定される。

## 校歌
- 五味三千穂作詞／尾西勝作曲

## 通学区域
- 豊中市 寺内1-2丁目、東寺内町、服部緑地（府道熊野大阪線以北を除く円形花壇以東）[1]

卒業生は基本的に豊中市立第十六中学校へ進学する。

## 周辺
- 服部緑地
  - 都市緑化植物園
- 豊中寺内郵便局
- 江坂神社（素盞嗚尊神社、吹田市）

## 最寄駅
北大阪急行　緑地公園駅

## スポーツ
当校と新田小学校の児童が中心となったサッカークラブ「寺内新田スカイ」が練習を行っている。かつてはほぼ全員が寺内小学校からの参加だったが、近年は近隣の千里第三小学校など他市からも参加する。

## 交通
- 北大阪急行電鉄 緑地公園駅 南西へ約600m。
- 阪急バス「緑地公園駅前」「寺内一丁目」各バス停留所

## 著名な卒業生
- 有働由美子（フリーアナウンサー）
- 西代洋（お笑い芸人、ミサイルマン）
- 唐山翔自（サッカー選手、ガンバ大阪）